# Hanae Kan
Hanae Kan (韓英恵, Kan Hanae), née le 7 novembre 1990 à Mishima, est une actrice et mannequin japonaise.

## Biographie
Hanae Kan fait ses débuts à l’âge de 10 ans dans le film Pistol Opera (2001) du réalisateur japonais Seijun Suzuki qui comportait d’ailleurs une scène de nu.

## Filmographie sélective
- 2001 : Pistol Opera (ピストルオペラ, Pisutoru opera?) de Seijun Suzuki
- 2004 : Nobody Knows (誰も知らない, Dare mo shiranai?) de Hirokazu Kore-eda : Saki
- 2005 : Rampo noir (乱歩地獄, Ranpo jigoku?), segment Imomushi de Hisayasu Satō
- 2009 : Nightmare Detective II (悪夢探偵 2, Akumu tantei II?) de Shin'ya Tsukamoto : Yuko Kikugawa
- 2010 : Villain (悪人, Akunin?) de Lee Sang-il : Sari Tanimoto
- 2011 : My Back Page (マイ・バック・ページ, Mai bakku pēji?) de Nobuhiro Yamashita (en)
- 2011 : Ajia no junshin (アジアの純真?) d'Ikki Katashima (ja)
- 2012 : 25 novembre 1970 : le jour où Mishima choisit son destin (11・25自決の日 三島由紀夫と若者たち, 11.25 Jiketsu no hi: Mishima Yukio to wakamonotachi?) de Kōji Wakamatsu
- 2013 : Petal Dance (ペタル ダンス, Petaru dansu?) de Hirishi Ishikawa
- 2015 : Seihokusei (西北西?) de Takuro Nakamura
- 2015 : Shiranai, futari (知らない、ふたり?) de Rikiya Imaizumi (ja)
- 2016 : Yamato (California) (大和（カリフォルニア）, Yamato (Kariforunia)?) de Daisuke Miyazaki (ja)
- 2017 : Kemonomichi (獣道?) d'Eiji Uchida (ja)
- 2018 : The Chrysanthemum and the Guillotine (菊とギロチン, Kiku to girochin?) de Takahisa Zeze[1]
- 2018 : Konna yofuke ni banana kayo: Kanashiki jitsuwa (こんな夜更けにバナナかよ 愛しき実話?) de Tetsu Maeda (ja)
- 2018 : Reiteki bolshevik (霊的ボリシェヴィキ?) de Hiroshi Takahashi